# 流行性耳下腺炎ワクチン
流行性耳下腺炎ワクチン（りゅうこうせいじかせんえんワクチン、おたふくかぜワクチン、ムンプスワクチン、Mumps vaccine）とは、流行性耳下腺炎の予防に使われるワクチンである。

## 概要
流行性耳下腺炎ワクチンは、大体の人口に投与すると人口全体への感染が減少する。90%の人口にワクチン投与した場合、およそ85%の人口に効果がみられる。
長期効果には2度の投与が必要であり、1度目は生後12ヶ月から18ヶ月の間がよいとされ、2度目は2歳から6歳の間が一般的である。 免疫がない（予防接種をしていない）人がムンプスウイルス（流行性耳下腺炎の原因となるウイルス）と接触した後からでもワクチンは効果的である。
流行性耳下腺炎ワクチンは、とても安全で副作用は軽度である。軽度の副作用は穿刺（せんし）による痛みや腫れと微熱である。 重度の副作用は極稀である。ワクチンによる神経組織への副作用の証明は明らかではない。妊娠中の人や免疫抑制中の人はワクチン投与するべきではない。妊娠中に母親がワクチンを投与した場合の子供の免疫効果はみられないが、免疫効果率についての記録資料はない。このワクチンは鶏卵の細胞内で造られたワクチンだが、卵アレルギーの人にも安全に投与できる。
日本以外に先進国と多くの発展途上国では、麻疹ワクチンと風疹ワクチンを合わせた新三種混合ワクチン(MMRワクチン)が予防接種に使われている。さらにアメリカ合衆国では、新三種混合ワクチンに水痘ワクチンを加えた四種混合ワクチン(MMRVワクチン)がある。2005年までに110か国で予防接種に使われている。ワクチンが広範で使われてる地域では、90%の免疫効果がみられる。多種あるワクチンの内の一種は500,000,000程投与されている。2021年現在、混合ワクチンは日本ではいずれも未承認であり、任意接種として流行性耳下腺炎ワクチンの単独接種、若しくは自由診療での輸入MMRワクチン予防接種が行われている。
初期の流行性耳下腺炎ワクチンは1948年に認可されたが、不活化ワクチンのため効果がみられたのは短期間であった。1960年代には、中和抗体が持続する改良されたワクチンが販売されるようになった。初期のワクチンは不活化ワクチンで効果が上がらなかったので、その次に改良されたのが生ワクチンである。流行性耳下腺炎ワクチンはWHO必須医薬品モデル・リストに記載されており、基礎的な医療制度で重要視されている医薬品である。 2007年までに多種のワクチンが使われている。2014年の新三種混合ワクチンの世界価格は、1投与につき＄0.24米ドルである。
1989年に統一株接種の定期接種が開始されたが、髄膜炎が問題となり1993年には自社株も含めMMRの定期接種は全て中止された。183万人余りが接種し髄膜炎は1754人が発症した。当時使用していた占部株は現在使われていない。
日本において1年間に100万～200万人がムンプスに罹患し計算上は１年間に70～140人のムンプス難聴が発生するが、実際には200～400人のムンプス患者に対して1人の難聴発生が報告されているため発症率はより高いことが推定されている。ムンプスウイルスによる脳死状態に至った事例もある。15 歳以下の小児だけで年間約 1,000 名の急性脳炎・脳症例が発症するが、その中で、ムンプス脳炎は、全体の 3％を占め4位であることから日本小児科学会は定期接種化を厚生労働省に要望している。また2011年12月に立ち上げられた日本医師会・日本小児科医会・日本小児科学会合同調査委員会の報告では、約3割の摂取率の現状を憂慮して重篤例を調査し、24時間以上入院を必要とした患者は3年間で4,808人、入院の理由は、髄膜炎、脳炎･脳症、脱水症、睾丸炎、難聴、膵炎などだったこと、また死亡は小児に1名みられた報告した。また11 名が重篤な後遺症を残した。成人にも見られる聴力障害と合わせ、73 名に認めた死亡や永続的神経後遺症は、ワクチンを接種していれば防ぎ得たと考えられるとしている。

## 有効性と安全性
Merck 社の麻疹ムンプス風疹ワクチンにはLeryl-Lynn（JL）株が、グラクソスミスクライン社のMMRにはJL株由来のRIT-4385株が、Sanofi社のMMRワクチンにはUrabe-AM9株が、インドで製造されているMMRワクチンにはLeningrad-Zagreb（LZ）株が用いられている。日本では現在市販されているのは星野株と鳥居株の２株である。
欧米では２回定期接種している国ではムンプス患者数が99％減少している。
ムンプスワクチンの安全性で問題となるのは無菌性髄膜炎の合併だが、各株の無菌性髄膜炎合併率はJL株が極めて低率であるものの、定期接種している国でもムンプス流行が発生するなど有効性の面では問題がある株となっている。星野株、鳥居株の無菌性髄膜炎合併率は、LZ株と同等である。
2001年WHOの評価では5億ドーズの世界での接種結果において占部株も含め市販のムンプスワクチンは許容できると判断された。

## 接種スケジュール
任意接種の生ワクチンである。日本では定期接種になっていない。
1回目
1歳から接種可。地域の流行状況によってMRワクチンや水痘ワクチンとの接種順序や同時接種を検討する。
2回目
予防効果を確実にするために、28日後以降に2回目の接種が必要である。日本小児科学会では、MRと同時期（5歳以上7歳未満で小学校入学前の1年間）での接種を推奨している。